# 吻斑石斑魚
吻斑石斑魚，為輻鰭魚綱鱸形目鱸亞目鮨科的其中一種，分布於印度太平洋區，從東非至萊恩群島海域，棲息深度可達30公尺，體長可達35公分，生活在礁石區，為底棲性魚類，屬肉食性，可做為食用魚及遊釣魚。

## 擴展閱讀
維基物種上的相關：吻斑石斑魚